# Lac Dumau
Pour les articles homonymes, voir Dumau.
Le lac Dumau est un plan d'eau douce du bassin versant de la rivière Péribonka, situé sur la rive Nord-Ouest du fleuve Saint-Laurent, dans le territoire non organisé de Passes-Dangereuses, dans la municipalité régionale de comté (MRC) de Maria-Chapdelaine, dans la région administrative de la Saguenay–Lac-Saint-Jean, dans la province de Québec, au Canada.
La foresterie constitue la principale activité économique du secteur ; les activités récréotouristiques en second.
Le bassin versant de la rivière Lapointe est desservi par la route forestière R0274 qui passe au Nord du lac Dumau et au Nord-Ouest du lac du Serpent. La zone autour du lac Dumau est aussi desservie par quelques routes secondaires pour les besoins de la foresterie et des activités récréotouristiques,,.
La surface du lac Dumau est habituellement gelée de la fin novembre au début avril, toutefois la circulation sécuritaire sur la glace se fait généralement de la mi-décembre à la fin mars.

## Géographie
Les principaux bassins versants voisins du lac Dumau sont :
- côté Nord : lac Grenier, rivière Dumau, rivière Brodeuse, lac Péribonka, rivière Péribonka ;
- côté Est : rivière Péribonka, Petite rivière Shipshaw ;
- côté Sud : rivière au Serpent, lac D'Ailleboust, rivière D'Ailleboust, lac Étienniche, rivière Étienniche ;
- côté Ouest : rivière Dumau, rivière des Prairies, rivière Kauashetesh, rivière Ashiniu, rivière au Serpent[1].

Le lac Dumau comporte une longueur de 1,6 km, une largeur maximale de 0,8 km et une altitude de 334 m. Ce lac comporte une presqu’île rattachée à la rive Nord-Ouest s’avançant sur 0,8 km jusqu’au centre du lac.
L’embouchure du lac Dumau est localisée à l’Ouest du lac, soit à :
- 3,3 km au Nord-Est de l’embouchure de la rivière Dumau (confluence avec la rivière au Serpent) ;
- 25,0 km au Nord-Ouest de l’embouchure de la rivière au Serpent (confluence avec la rivière Péribonka) ;
- 15,2 km au Sud de l’embouchure du lac Péribonka (traversé par la rivière Péribonka) ;
- 125 km au Nord de l’embouchure de la rivière Péribonka ;
- 152 km au Nord-Ouest du centre-ville de Saguenay[1].

À partir de l’embouchure du lac Dumau, le courant suit le cours de la rivière Dumau sur 6,9 km vers l’Ouest, puis le Sud, le cours de la rivière au Serpent sur 62,3 km vers le Sud-Est, le cours de la rivière Péribonka sur 150,3 km vers le Sud, traverse le lac Saint-Jean sur 29,3 km vers l’Est, puis emprunte sur 155 km le cours de la rivière Saguenay vers l’Est jusqu'à la hauteur de Tadoussac où il conflue avec le fleuve Saint-Laurent.

## Toponymie
Le terme « Dumau » constitue un patronyme de famille d’origine française.
Le toponyme « Lac Dumau » a été officialisé le 5 décembre 1968 par la Commission de toponymie du Québec.